# Säulensonnenuhr

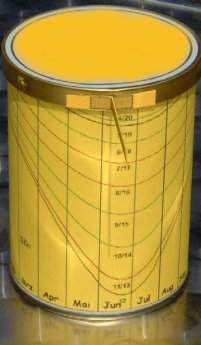
Zylindersonnenuhr für φ=52°

Die Säulensonnenuhr (auch Zylindersonnenuhr; lateinisch cylindrus horarius) ist eine Höhensonnenuhr. Sie besteht aus einem senkrecht zu haltenden Zylinder mit einem um dessen Achse drehbaren Schattenstab.
Diese Sonnenuhr war im Spätmittelalter und am Anfang der Neuzeit weit verbreitet. Sie wurde von Hermann von Reichenau (1013–1054) entwickelt. Hirten verwendeten sie in verkleinerter Ausführung, die „Hirtensonnenuhr“ genannt wurde und aus einfachen Werkstoffen – meist aus Holz oder Bein – bestand. Bei Nichtgebrauch ließ sich der Schattenwerfer, ein horizontal gestellter Stab, meistens in den Zylinder einklappen.
Das Datum (Deklinationswinkel der Sonne) muss bekannt sein, ebenso, ob Vor- oder Nachmittag ist. Der Schattenstab wird über die gültige Datumslinie gestellt. Die Uhr wird mit senkrechter Achse und dem Schattenstab gegen die Sonne gehalten (Stabschatten senkrecht). Die Schnittpunkte der Datumslinien mit den Stundenlinien bilden eine Skala, von der die Vormittags- bzw. Nachmittagsstunde ablesbar ist. Anzeigepunkt ist das Ende des Stabschattens.
Die Abbildung zeigt eine Zylindersonnenuhr für die geografische Breite 52°. Das Zifferblatt veranschaulicht darüber hinaus, wie sich die Tageslänge und die Höhe der Sonne (Höhenwinkel) im Verlauf eines Jahres verändert.